# Mosche Unna

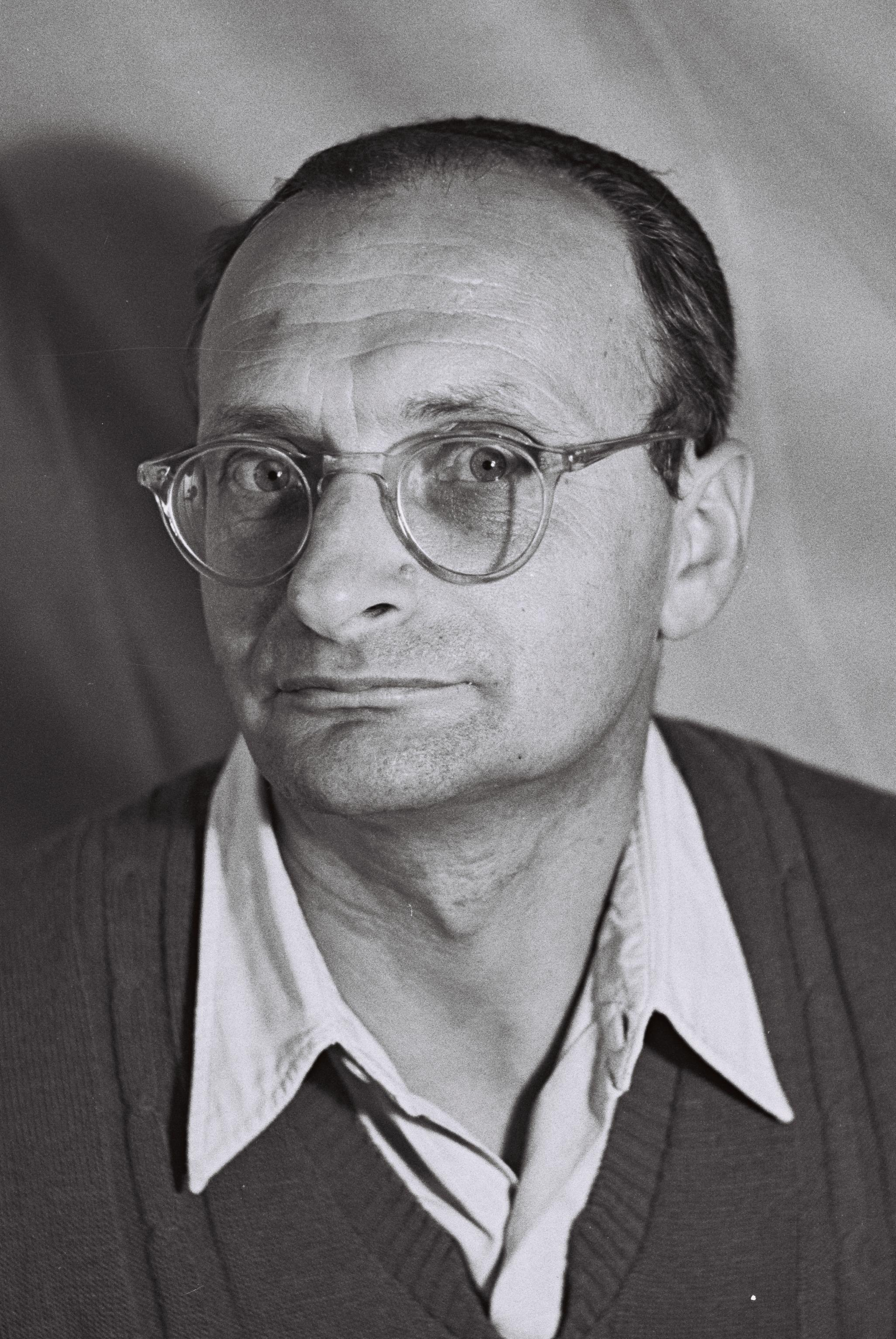
Mosche Unna, 1951

Mosche Unna (hebräisch מֹשֶׁה אוּנָא, geboren am 22. November 1902 in Mannheim; gestorben am 21. Februar 1989 in Israel) war ein israelischer orthodoxer Rabbiner und Politiker deutscher Herkunft.

## Leben
Unna war der Sohn des Mannheimer Rabbiners Isak Unna und dessen Frau Gertrud Goitein (1876–1954), die aus der weitverzweigten Rabbiner- und Gelehrtenfamilie Goitein stammte. Er besuchte die Landwirtschaftsschule und das Rabbinerseminar zu Berlin und erhielt ein Diplom in Landwirtschaft. Er war Mitglied der Mannheimer Gruppe des jüdischen Wanderbundes Blau-Weiß und der Jugendbewegung der Misrachi. Er zählte sich zum religiösen Flügel des Blau-Weiß:

„In der Mannheimer Gruppe, der ich angehörte (mit meinen Schwestern Cilly s.A. und Ruth und meinem Bruder Gabor-Gedalja s.A.), war die Beteiligung der religiösen Jugend an der Gruppentätigkeit intensiv, ihr Einfluß wesentlich. Der Zionisrnus wurde als eine gegen die Assimilation gerichtete Bewegung verstanden; die Religiösen waren die natürlichen Bundesgenossen. Mein Vater s.A., der Rabbiner des gesetzestreuen Teils der Gemeinde, stand der Beteiligung seiner Kinder an der allgemeinen Jugendbewegung positiv gegenüber.“

1927 erfolgte die Alija in das Völkerbundsmandat für Palästina, wo er in Obstplantagen arbeitete. 1931 und 1933 kehrte er nach Deutschland zurück. 1934 nahm er an der Kinder- und Jugend-Alijah teil.
1935 gehörte er zu den Gründern der religiösen Kibbuzbewegung (hebräisch הקיבוץ הדתי HaQibbūtz haDatī) und arbeitete als deren Sekretär bis 1974.
1937 gründete er Ṭirat Zvi (hebräisch טִירַת צְבִי ‚Burg Zvi‘), einen religiösen Kibbutz im Emeq ha-Ma’ajanot. 1940 rückte er in die dritte jüdische Repräsentantenversammlung der jüdischen Palästinenser nach, deren Mitglieder ihn in den Nationalausschuss (hebräisch הַוַּעַד הַלְּאֻמִּי HaWaʿad haLeʾummī) wählten. 1944 wählten die Stimmberechtigten des Jischuvs ihn auch in die vierte Repräsentantenversammlung der Mandatszeit.
Er wurde anschließend Mitglied des Exekutivausschusses des HaPoʿel haMisrachi und diente als deren Schatzmeister von 1942 bis 1949. 1944 zog er in den Kibbutz Sdeh Elijahu (hebräisch שְׂדֵה אֵלִיָּהוּ ‚Feld Elijahus‘).
1949 wurde er Mitglied der Knesset für HaChasit haDatit haMeʾuchedet. Am 22. März 1956 wurde er zum stellvertretenden Bildungsminister in Israel ernannt, wobei er dieses Amt bis zum 31. Dezember 1957 ausübte. Am 13. Januar 1957 wurde er erneut zum stellvertretenden Bildungsminister ernannt und verließ das Kabinett am 1. Juli 1957, als Mafdal (NRP) die Regierung verließ.
Bei den Parlamentswahlen von 1959, 1961 und 1965 behielt Unna seinen Sitz in der Knesset und verlor ihn dann 1969.

## Werke
- Die Anfänge der Religiösen Kibbuzbewegung in Deutschland. In: Bulletin des Leo Baeck Instituts. LXXVIII (1987), S. 71–122 (Online-Publikation).